# Tebentafusp
Tebentafusp ist ein Arzneistoff zur Behandlung des Aderhautmelanoms, einer Krebserkrankung des Auges. Unter dem Handelsnamen Kimmtrak (Immunocore) wurde er im Januar 2022 in den USA und im April 2022 in der EU zugelassen zur Behandlung von erwachsenen Patienten mit inoperablem oder metastasiertem uvealen Melanom, die HLA-A*02:01-positiv getestet wurden. Tebentafusp ist ein bispezifisches Fusionsprotein, das gezielt das Zielantigen gp100 anspricht, das an der Bildung von Melanosomen beteiligt ist.
Das Medikament wird intravenös verabreicht.

## Eigenschaften

Tebentafusp ist ein bispezifisches Fusionsprotein, in welchem ein mittels Protein-Engineering hergestellter menschlicher T-Zell-Rezeptor (TCR, Steuerdomäne; violett) mit einem einkettigen (sc) variablem Antikörperfragment gegen den CD3-Rezeptor (Effektordomäne; grün) fusioniert ist. Der Peptidlinker zwischen anti-CD3-scFv und TCR besteht aus fünf Aminosäuren. Das TCR-alpha-Kettenfragment (195 Aminosäuren) ist über eine Disulfidbrücke mit dem IG-scFv-TCR-beta-Teil (500 Aminosäuren) des Proteins verbunden.

Tebentafusp (IMCgp100) zählt zu den bi-specific T-cell engagers (BiTe) und besteht aus einem löslichen T-Zell-Rezeptor (TCR), der an der Beta-Kette über einen Linker mit einem Anti-CD3-Immuneffektor fusioniert ist.
Der TCR-Arm des Fusionsproteins bindet an ein gp100-Peptid, das vom humanen Leukozytenantigen-A*02:01 (HL-A*02:01) auf der Oberfläche von Aderhautmelanom-Zellen präsentiert wird. Das andere Fragment bindet an den CD3-Rezeptor, ein Oberflächenprotein der T-Zellen. T-Zellen gehören zu den weißen Blutzellen (Leukozyten) und dienen der Immunabwehr.
In vitro konnte gezeigt werden, dass durch die Verlinkung der Zielzellen mit den T-Zellen eine Freisetzung von entzündlichen Zytokinen und zytolytischen Proteinen einsetzt, die zu einer direkten Lyse der Melanomzellen in der Aderhaut führt.
Tebentafusp  wird rekombinant in Escherichia-coli-Zellen hergestellt.